# رايس أبين
رايس أبين (15 أغسطس 1926 - 25 مارس 2021) ضابط عسكري ودبلوماسي إندونيسي، شغل منصب قائد قوة الطوارئ الثانية للأمم المتحدة من عام 1976 حتى عام 1979، وسفير إندونيسيا في ماليزيا من عام 1981 حتى عام 1984، وسفير إندونيسيا في سنغافورة من عام 1984 حتى عام 1984.